# Cornelia Ernst
Cornelia Ernst (Bad Saarow, 30 november 1956) is een Duits politica van Die Linke. Sinds 2009 is ze lid van het Europees Parlement, nadat ze van 1998 tot 2009 lid was van de Saksische Landdag. Van 2007 tot 2009 was zij tevens voorzitster van de Die Linke-afdeling van Saksen.

## Levensloop
Nadat ze in 1974 afstudeerde van de secundaire school trad ze toe tot de Sozialistische Einheitspartei Deutschlands. Vervolgens studeerde ze aan de Universiteit van Leipzig waarna ze leerkrachtenopleidster werd aan de afdeling Leerkrachtenopleiding in Großenhain.
Na de hereniging van Duitsland was Ernst van 1991 tot 1999 parlementair adviseur van de PDS-fractie in de Saksische Landdag en substituut leider van de PDS-afdeling van Saksen.
In 1998 werd ze zelf lid van de Saksische Landdag en in 2001 werd ze voorzitter van deze landdag als opvolger van Peter Porsch. Nadat PDS samen met de WASG fuseerde tot Die Linke werd ze in 2007 voorzitster van de Die Linke-afdeling van Saksen. Daarnaast was zij ook gemeenteraadslid van Dresden.
Sinds 2009 zetelt Ernst voor de partij in het Europees Parlement. Ze maakt er deel uit van de fractie Europees Unitair Links/Noords Groen Links.